# حزب ملی اسکاتلند
حزب ملی اسکاتلند 
(به گیلیک اسکاتلندی: Pàrtaidh Nàiseanta na h-Alba)، که به اختصار (اس‌ان‌پی SNP) نامیده می‌شود، یک حزب ملی‌گرا و سوسیال دمکرات است که برای استقلال اسکاتلند از بریتانیا تلاش و برای آن مبارزه می‌کند. این حزب که در سال ۱۹۳۴ تأسیس شده هم‌اکنون بزرگترین حزب اسکاتلند است که بر دولت ملی و هیئت نمایندگی آن در کاخ وست‌مینستر سیطره دارد. تا سال ۲۰۱۶ این حزب بیش از ۱۲۰ هزار عضو داشته‌است.
رهبر کنونی این حزب، جان سوینی، سیاستمدار اسکاتلندی  است که در ۸ مه ۲۰۲۴ به این مقام رسید.
در سال ۲۰۰۹ این حزب در انتخابات پارلمان اروپا بالاتر از حزب کارگر اسکاتلند و حزب لیبرال دموکرات بریتانیا قرار گرفت و دو کرسی از شش کرسی اسکاتلند در پارلمان اروپا را تصاحب کرد. این حزب متهم به ضد انگلیسی بودن می‌شود. در سال ۲۰۰۰ حزب کارگر اعلام کرد که دو نماینده این حزب با حمایت از تقاضای آلمان برای میزبانی جام جهانی فوتبال ۲۰۰۶ در حقیقت سیاست‌های ضد انگلیسی را اتخاذ کرده‌اند.

## دستاورد حزب در انتخاباتمجلس عوام بریتانیادر سال ۲۰۱۵
در انتخابات مه سال ۲۰۱۵، این حزب با کسب بیش از ۱٫۴۵ میلیون رأی توانست ۵۶ نماینده خود را راهی مجلس عوام بریتانیا سازد و در نتیجه به لحاظ تعداد نمایندگان راه‌یافته به مجلس عوام بریتانیا به سومین حزب بزرگ مجلس عوام تبدیل شد، که برای این حزب یک پیروزی تاریخی به حساب می‌آید. در طول تاریخ بریتانیا، هیچ حزبی از اسکاتلند نتوانسته بود به چنین سهمی از مجلس عوام بریتانیا دست یابد.

## دستاورد حزب در انتخابات پارلمان اسکاتلند در سال ۲۰۱۶
در انتخابات پارلمان اسکاتلند در روز پنجشنبه ۵ مه ۲۰۱۶ این حزب توانست برای سومین دوره پیاپی بیشترین تعداد آراء را در انتخابات پارلمان اسکاتلند کسب کند. این حزب توانست با کسب بیش از یک میلیون رأی، ۶۳ کرسی از مجموع ۱۲۹ کرسی پارلمان اسکاتلند را در اختیار بگیرد. رهبر پیشین این حزب، خانم نیکلا استرجن گفت: «حزب ما برای سومین بار پیاپی در انتخابات پارلمان اسکاتلند پیروز شد. این اتفاق تاکنون در تاریخ پارلمان اسکاتلند رخ نداده بود.»